# 1217. п. н. е.

## Рођења
- Рамзес III - египатски фараон XX. династије. (†1155. п. н. е.)